# Jacques Pierre Brissot
Jacques Pierre Brissot de Warville (Chartres, 15 gennaio 1754 – Parigi, 31 ottobre 1793) è stato un politico e giornalista francese leader dei girondini, morto ghigliottinato durante il Terrore.

## Biografia
Tredicesimo figlio di una famiglia abbiente, ruppe con la famiglia e visse di espedienti utilizzando le sue abilità letterarie.
Si fece conoscere con la Théorie des lois criminelles (1780, 2 vol.) e con Bibliothèque philosophique du législateur... (1782-1786, 10 vol.). Imbevuto delle teorie di Jean-Jacques Rousseau, scrisse pamphlet su L'Inégalité sociale e collaborò nel 1778-1779 al Courier de l'Europe di Samuel Swinton che sostenne gli insorti americani. Divenne segretario di Luigi Filippo II duca d'Orléans, noto come Philippe Égalité. Era stato imprigionato per qualche tempo alla Bastiglia a causa di alcuni libelli contro la regina Maria Antonietta.
Ai tempi degli Stati generali del 1789, lancia un giornale repubblicano, il Patriote français. Fu tra i fondatori de la Société des amis des Noirs per abolire la tratta dei neri, ma non la schiavitù. Fu il redattore della pétition pour la déchéance du roi e domandò la proclamazione della Repubblica. Eletto all'Assemblea legislativa, si oppose a Maximilien de Robespierre sulla questione della guerra, voluta da Brissot e dai suoi amici, poi denominati girondini. Rieletto alla Convenzione, fu arrestato e poi ghigliottinato il 31 ottobre 1793.
Il suo corpo venne inumato in una fossa comune del vecchio Cimitero della Madeleine.

## Nella cultura di massa
- Nella miniserie televisiva La rivoluzione francese, Brissot è stato interpretato dall'attore Jean-Pierre Stewart.

## Opere

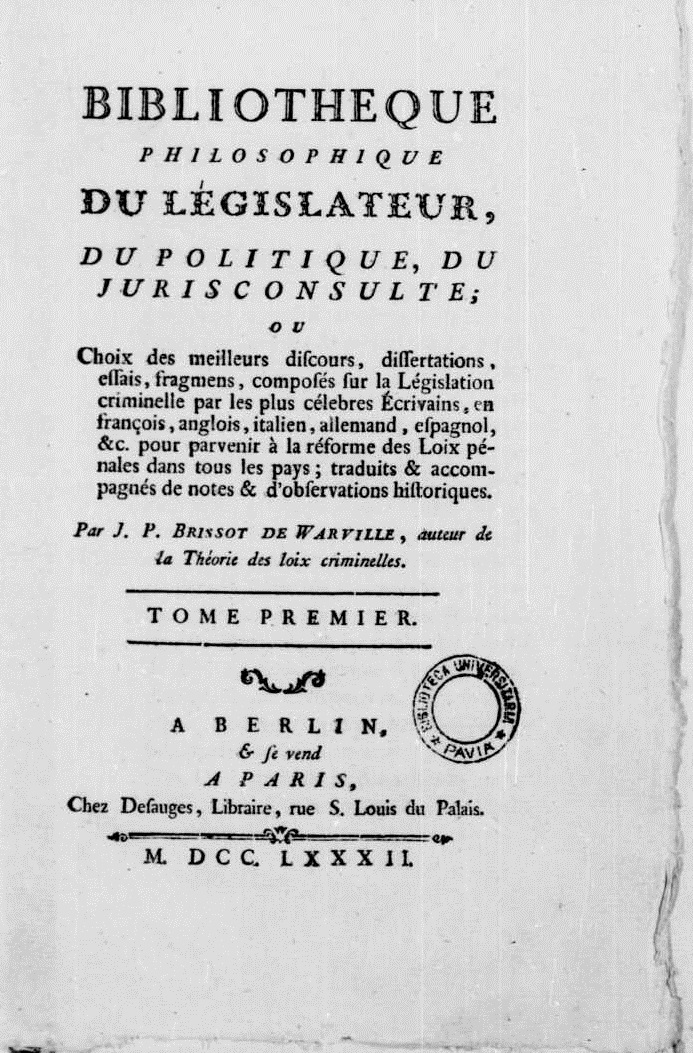
Bibliothèque philosophique du Législateur, du Politique, du Jurisconsulte, 1782

- Recherches philosophiques sur le droit de propriété considéré dans la nature, pour servir de premier chapitre à la "Théorie des lois" de M. Linguet, Paris, 1780, 128 p., in-8°.
- Bibliothèque philosophique du Législateur, du Politique et du Jurisconsulte, Berlin et Paris, 1782-1786, 10 vol. in-8°.
  - (FR) Bibliotheque philosophique du législateur, du politique, du jurisconsulte, vol. 1, Berlin : Desauges ; Lyon : Grabit & Rosset, 1782.
  - (FR) Bibliotheque philosophique du législateur, du politique, du jurisconsulte, vol. 3, Berlin : Desauges ; Lyon : Grabit & Rosset, 1783.
  - (FR) Bibliotheque philosophique du législateur, du politique, du jurisconsulte, vol. 4, Berlin : Desauges ; Lyon : Grabit & Rosset, 1782.
  - (FR) Bibliotheque philosophique du législateur, du politique, du jurisconsulte, vol. 5, Berlin : Desauges ; Lyon : Grabit & Rosset, 1782.
  - (FR) Bibliotheque philosophique du législateur, du politique, du jurisconsulte, vol. 6, Berlin : Desauges ; Lyon : Grabit & Rosset, 1782.
  - (FR) Bibliotheque philosophique du législateur, du politique, du jurisconsulte, vol. 7, Berlin : Desauges ; Lyon : Grabit & Rosset, 1782.
  - (FR) Bibliotheque philosophique du législateur, du politique, du jurisconsulte, vol. 8, Berlin : Desauges ; Lyon : Grabit & Rosset, 1782.
  - (FR) Bibliotheque philosophique du législateur, du politique, du jurisconsulte, vol. 9, Berlin : Desauges ; Lyon : Grabit & Rosset, 1782.
  - (FR) Bibliotheque philosophique du législateur, du politique, du jurisconsulte, vol. 10, Berlin : Desauges ; Lyon : Grabit & Rosset, 1785.
- Moyens d’adoucir la rigueur des lois pénales en France sans nuire à la sécurité publique, Discours couronné par l’Académie de Châlons-sur-Marne en 1780, Châlons, 1781, in-8°.
- Théorie des lois criminelles, Paris, 1781, 2 vol. in-8°.
- De la Vérité des Méditations sur les moyens de parvenir à la vérité dans toutes les connaissances humaines, Neufchâtel et Paris, 1782, in-8°.
- Discours sur la nécessité de maintenir le décret rendu le 13 mai 1791, en faveur des hommes de couleur libres, prononcé le 12 septembre 1791, à la séance de la Société des Amis de la Constitution, séante aux jacobins.
- Discours sur la nécessité politique de révoquer le décret du 24 septembre 1791, pour mettre fin aux troubles de Saint Domingue; prononcé à l'Assemblée nationale, le 2 mars 1792. Par J.P. Brissot, député du département de Paris, Paris : De l'Imprimerie du patriote françois, 1792.
- Correspondance universelle sur ce qui intéresse le bonheur de l’homme et de la société, Londres et Neufchâtel, 1783, 2 vol. in-8°.
- Journal du Lycée de Londres, ou Tableau des sciences et des arts en Angleterre, Londres et Paris, 1784.
- Tableau de la situation actuelle des Anglais dans les Indes orientales, et Tableau de l’Inde en général, ibid., 1784, in-8°.
- L’Autorité législative de Rome anéantie, Paris, 1785, in-8°, réimprimé sous le titre : Rome jugée, l’autorité du pape anéantie, pour servir de réponse aux bulles passées, nouvelles et futures du pape, ibid., 1731, m-g.
- Examen critique des voyages dans l'Amérique septentrionale, de M. le marquis de Chatellux, ou Lettre à M. le marquis de Chatellux, dans laquelle on réfute principalement ses opinions sur les quakers, sur les nègres, sur le peuple et sur l'homme, par J.-P. Brissot de Warville, Londres, 1786, in-8°.
- Discours sur la Rareté du numéraire, et sur les moyens d’y remédier, 1790, in-8°.
- Mémoire sur les Noirs de l’Amérique septentrionale, 1790, in-8°.
- Voyage aux États-Unis, 1791.

Le sue Mémoires e il suo Testament politique (4 vol.) furono pubblicati nel 1829-1832 dai suoi figli con François Mongin de Montrol:
- Mémoires de Brissot... sur ses contemporains, et la révolution française ; publ. par son fils ; notes et éclaircissements hist. par M.F. de Montrol, 1830-1832; Vol. I (1830); Vol. II (1830); Vol. III (1832); Vol. IV (1832).